# Terza Divisione Piemonte 1930-1931
La Terza Divisione 1930-1931 è stato il V ed ultimo livello del XXXI campionato italiano di calcio, il secondo a carattere regionale.
La gestione di questo campionato era affidata ai Direttori Regionali, che li organizzavano autonomamente, con la possibilità di ripartire le squadre su più gironi tenendo in alta considerazione le distanze chilometriche, le strade di principale comunicazione e i mezzi di trasporto dell'epoca. Questo è il campionato della regione Piemonte
Il campionato era organizzato dal Direttorio Regionale Piemontese avente sede a Torino.

## Girone A

### Squadre partecipanti
| Squadra                         | Città               | Stagione precedente |
| ------------------------------- | ------------------- | ------------------- |
| A.S. Biellese (B = riserve)     | Biella (VC)         |                     |
| Dop. Giuseppe Cavallari         | Borgomanero (NO)    |                     |
| C.S. Coggiola                   | Coggiola (VC)       |                     |
| C.S. Juventus                   | Gozzano (NO)        |                     |
| U.S. Pray                       | Pray (VC)           |                     |
| U.S. Pro Vercelli (C = allievi) | Vercelli            |                     |
| U.S. Valle Cervo                | Sagliano Micca (VC) |                     |
| U.S. Vallestrona                | Valle Mosso (VC)    |                     |

### Classifica finale
|  | Pos. | Squadra            | Pt | G  | V | N | P | GF | GS | DR  |
|  | ---- | ------------------ | -- | -- | - | - | - | -- | -- | --- |
|  | 1.   | Juve Gozzano       | 19 | 15 | 7 | 5 | 3 | 27 | 21 | +6  |
|  | 2.   | Biellese B         | 17 | 15 | 6 | 5 | 4 | 16 | 14 | +2  |
|  | 3.   | Pray               | 15 | 14 | 5 | 5 | 4 | 24 | 17 | +7  |
|  | 3.   | Vallestrona        | 15 | 14 | 6 | 3 | 5 | 26 | 22 | +4  |
|  | 3.   | Valle Cervo        | 15 | 14 | 7 | 1 | 6 | 23 | 22 | +1  |
|  | 6.   | Pro Vercelli C     | 14 | 14 | 5 | 4 | 5 | 23 | 18 | +5  |
|  | 7.   | Coggiola           | 12 | 14 | 4 | 4 | 6 | 14 | 23 | -9  |
|  | 8.   | Giuseppe Cavallari | 7  | 14 | 2 | 3 | 9 | 23 | 39 | -16 |

Legenda:
      Ammesso alle finali.
Regolamento:
Due punti a vittoria, uno a pareggio, zero a sconfitta.
Pari merito in caso di pari punti se non in zona promozione/finali.

### Qualificazione
|              | Risultati |            | Luogo e data           |
| ------------ | --------- | ---------- | ---------------------- |
| Juve Gozzano | 5 - 2     | Biellese B | Santhià, 29 marzo 1931 |
|              |           |            |                        |

### Risultati

#### Calendario
| Andata (1ª) | Andata (1ª) | 1ª giornata               | Ritorno (8ª) | Ritorno (8ª) |
|             |             |                           |              |              |
| 2 nov.      | 2-2         | Coggiola-Pray             | 2-2          | 4 gen.       |
| 2 nov.      | 1-2         | Juve Gozzano-Cavallari    | 3-3          | 4 gen.       |
| 2 nov.      | 3-2         | Vallecervo-Pro Vercelli C | 0-0          | 4 gen.       |
| 2 nov.      | 2-0         | Vallestrona-Biellese B    | 1-1          | 4 gen.       |

| Andata (2ª) | Andata (2ª) | 2ª giornata             | Ritorno (9ª) | Ritorno (9ª) |
|             |             |                         |              |              |
| 9 nov.      | 3-0         | Biellese B-Coggiola     | 0-0          | 8 gen.       |
| 9 nov.      | 6-0         | Cavallari-Vallestrona   | 2-6          | 8 gen.       |
| 9 nov.      | 3-1         | Pray-Pro Vercelli C     | 1-2          | 8 gen.       |
| 9 nov.      | 1-1         | Vallecervo-Juve Gozzano | 0-2          | 8 gen.       |

| Andata (3ª) | Andata (3ª) | 3ª giornata               | Ritorno (10ª) | Ritorno (10ª) |
|             |             |                           |               |               |
| 16 nov.     | 0-1         | Pro Vercelli C-Biellese B | 0-1           | 18 gen.       |
| 16 nov.     | 1-0         | Vallestrona-Juve Gozzano  | 1-2           | 18 gen.       |
| 16 nov.     | 2-1         | Coggiola-Cavallari        | 1-1           | 18 gen.       |
| 16 nov.     | 0-0         | Vallecervo-Pray           | 2-5           | 18 gen.       |

| Andata (4ª) | Andata (4ª) | 4ª giornata              | Ritorno (11ª) | Ritorno (11ª) |
|             |             |                          |               |               |
| 23 nov.     | 0-0         | Biellese B-Pray          | 0-0           | 1 feb.        |
| 23 nov.     | 2-0         | Vallestrona-Vallecervo   | 0-3           | 1 feb.        |
| 23 nov.     | 1-1         | Cavallari-Pro Vercelli C | 0-3           | 1 feb.        |
| 23 nov.     | 0-3         | Juve Gozzano-Coggiola    | 2-1           | 1 feb.        |

| Andata (5ª) | Andata (5ª) | 5ª giornata             | Ritorno (12ª) | Ritorno (12ª) |
|             |             |                         |               |               |
| 30 nov.     | 4-0         | Pro Vercelli C-Coggiola | 1-0           | 8 feb.        |
| 30 nov.     | 2-2         | Juve Gozzano-Biellese B | 3-1           | 8 feb.        |
| 30 nov.     | 5-3         | Vallecervo-Cavallari    | 4-3           | 8 feb.        |
| 30 nov.     | 1-0         | Pray-Vallestrona        | 3-4           | 8 feb.        |

| Andata (6ª) | Andata (6ª) | 6ª giornata                 | Ritorno (13ª) | Ritorno (13ª) |
|             |             |                             |               |               |
| 7 dic.      | 1-1         | Cavallari-Pray              | 1-5           | 15 feb.       |
| 7 dic.      | 1-0         | Biellese B-Vallecervo       | 0-1           | 15 feb.       |
| 7 dic.      | 1-0         | Coggiola-Vallestrona        | 0-2           | 15 feb.       |
| 7 dic.      | 2-2         | Juve Gozzano-Pro Vercelli C | 2-2           | 15 feb.       |

| \| Andata (7ª) \| Andata (7ª) \| 7ª giornata \| Ritorno (14ª) \| Ritorno (14ª) \| \| \| \| \| \| \| \| 14 dic. \| 3-2 \| Vallestrona-Pro Vercelli C \| 0-2 \| 1 mar. \| \| 14 dic. \| 2-0 \| Biellese B-Cavallari \| 2-2 \| 1 mar. \| \| 14 dic. \| 0-1 \| Pray-Juve Gozzano \| 0-1 \| 1 mar. \| \| 14 dic. \| 4-0 \| Vallecervo-Coggiola \| 1-2 \| 1 mar. \| |             |                            |               |               |
| Andata (7ª) | Andata (7ª) | 7ª giornata                | Ritorno (14ª) | Ritorno (14ª) |
| |             |                            |               |               |
| 14 dic. | 3-2         | Vallestrona-Pro Vercelli C | 0-2           | 1 mar.        |
| 14 dic. | 2-0         | Biellese B-Cavallari       | 2-2           | 1 mar.        |
| 14 dic. | 0-1         | Pray-Juve Gozzano          | 0-1           | 1 mar.        |
| 14 dic. | 4-0         | Vallecervo-Coggiola        | 1-2           | 1 mar.        |

## Girone B

### Squadre partecipanti
| Squadra                   | Città              | Stagione precedente |
| ------------------------- | ------------------ | ------------------- |
| A.C. Aosta                | Aosta              |                     |
| U.S. Eporediese           | Ivrea (TO)         |                     |
| G.S. Mazzonis             | Torre Pellice (TO) |                     |
| U.S. Montanarese          | Montanaro (TO)     |                     |
| Pinerolo F.C.             | Pinerolo (TO)      |                     |
| U.S. Pro Dronero          | Dronero (CN)       |                     |
| Dop. Snia Viscosa         | TO-Abbadia Stura   |                     |
| Torino F.C. (C = allievi) | Torino             |                     |

### Classifica finale
|  | Pos. | Squadra      | Pt       | G  | V | N | P | GF | GS | DR |
|  | ---- | ------------ | -------- | -- | - | - | - | -- | -- | -- |
|  | 1.   | Torino C     | 17       | 10 | . | . | . | .  | .  | .  |
|  | 2.   | Eporediese   | 11       | 10 | . | . | . | .  | .  | .  |
|  | 3.   | Mazzonis     | 10       | 10 | . | . | . | .  | .  | .  |
|  | 3.   | Pinerolo     | 10       | 10 | . | . | . | .  | .  | .  |
|  | 5.   | Snia Viscosa | 9        | 10 | . | . | . | .  | .  | .  |
|  | 6.   | Aosta        | 1        | 10 | . | . | . | .  | .  | .  |
|  | --   | Montanarese  | Ritirato |    |   |   |   |    |    |    |
|  | --   | Pro Dronero  | Ritirato |    |   |   |   |    |    |    |

Legenda:
      Ammesso alle finali.
      Successivamente ammesso in Seconda Divisione.
Regolamento:
Due punti a vittoria, uno a pareggio, zero a sconfitta.
Pari merito in caso di pari punti se non in zona promozione/finali.
Note:
Ci sono 2 società penalizzate di 1 punto in classifica.

### Risultati

#### Calendario
| Andata (1ª) | Andata (1ª) | 1ª giornata           | Ritorno (8ª) | Ritorno (8ª) |
|             |             |                       |              |              |
| 2 nov.      | ?-?         | Montanarese-Pinerolo  | ?-?          | 4 gen.       |
| 2 nov.      | ?-?         | Pro Dronero-Aosta     | 0-0          | 4 gen.       |
| 2 nov.      | 1-0         | Snia Viscosa-Mazzonis | ?-?          | 4 gen.       |
| 2 nov.      | 1-4         | Eporediese-Torino C   | 1-6          | 4 gen.       |

| Andata (2ª) | Andata (2ª) | 2ª giornata           | Ritorno (9ª) | Ritorno (9ª) |
|             |             |                       |              |              |
| 9 nov.      | ?-?         | Aosta-Eporediese      | 0-3          | 8 gen.       |
| 9 nov.      | ?-?         | Mazzonis-Montanarese  | ?-?          | 8 gen.       |
| 9 nov.      | ?-?         | Pinerolo-Pro Dronero  | ?-?          | 8 gen.       |
| 9 nov.      | ?-?         | Torino C-Snia Viscosa | ?-?          | 8 gen.       |

| Andata (3ª) | Andata (3ª) | 3ª giornata         | Ritorno (10ª) | Ritorno (10ª) |
|             |             |                     |               |               |
| 16 nov.     | 4-0         | Torino C-Aosta      | 1-1           | 18 gen.       |
| 16 nov.     | 1-0         | Eporediese-Pinerolo | 1-0           | 18 gen.       |
| 16 nov.     | ?-?         | ??-??               | ?-?           | 18 gen.       |
| 16 nov.     | ?-?         | ??-??               | ?-?           | 18 gen.       |

| Andata (4ª) | Andata (4ª) | 4ª giornata         | Ritorno (11ª) | Ritorno (11ª) |
|             |             |                     |               |               |
| 23 nov.     | 2-0         | Pinerolo-Aosta      | ?-?           | 1 feb.        |
| 23 nov.     | 2-1         | Mazzonis-Eporediese | 1-1           | 1 feb.        |
| 23 nov.     | ?-?         | ??-??               | ?-?           | 1 feb.        |
| 23 nov.     | ?-?         | ??-??               | ?-?           | 1 feb.        |

| Andata (5ª) | Andata (5ª) | 5ª giornata             | Ritorno (12ª) | Ritorno (12ª) |
|             |             |                         |               |               |
| 30 nov.     | 2-1         | Eporediese-Snia Viscosa | ?-?           | 8 feb.        |
| 30 nov.     | ?-?         | ??-??                   | ?-?           | 8 feb.        |
| 30 nov.     | ?-?         | ??-??                   | ?-?           | 8 feb.        |
| 30 nov.     | ?-?         | ??-??                   | ?-?           | 8 feb.        |

| Andata (6ª) | Andata (6ª) | 6ª giornata             | Ritorno (13ª) | Ritorno (13ª) |
|             |             |                         |               |               |
| 7 dic.      | 3-1         | Aosta-Mazzonis          | 0-2           | 15 feb.       |
| 7 dic.      | ?-?         | Eporediese-Snia Viscosa | 2-3           | 15 feb.       |
| 7 dic.      | ?-?         | ??-??                   | ?-?           | 15 feb.       |
| 7 dic.      | ?-?         | ??-??                   | ?-?           | 15 feb.       |

| \| Andata (7ª) \| Andata (7ª) \| 7ª giornata \| Ritorno (14ª) \| Ritorno (14ª) \| \| \| \| \| \| \| \| 14 dic. \| 3-1 \| Snia Viscosa-Aosta \| ?-? \| 1 mar. \| \| 14 dic. \| 2-1 \| Montanarese-Eporediese \| ?-? \| 1 mar. \| \| 14 dic. \| ?-? \| ??-?? \| ?-? \| 1 mar. \| \| 14 dic. \| ?-? \| ??-?? \| ?-? \| 1 mar. \| |             |                        |               |               |
| Andata (7ª) | Andata (7ª) | 7ª giornata            | Ritorno (14ª) | Ritorno (14ª) |
| |             |                        |               |               |
| 14 dic. | 3-1         | Snia Viscosa-Aosta     | ?-?           | 1 mar.        |
| 14 dic. | 2-1         | Montanarese-Eporediese | ?-?           | 1 mar.        |
| 14 dic. | ?-?         | ??-??                  | ?-?           | 1 mar.        |
| 14 dic. | ?-?         | ??-??                  | ?-?           | 1 mar.        |

## Girone C

### Squadre partecipanti
| Squadra                        | Città                     | Stagione precedente |
| ------------------------------ | ------------------------- | ------------------- |
| Alessandria U.S. (C = allievi) | Alessandria               |                     |
| G.S. Carlin                    | Asti                      |                     |
| Casale F.C. (C = allievi)      | Casale Monferrato (AL)    |                     |
| F.C. Juventus (C = allievi)    | Torino                    |                     |
| S.S. La Nicese                 | Nizza Monferrato (AT)     |                     |
| Michelin S.C.                  | Torino                    |                     |
| U.S. Pro Asigliano             | Asigliano Vercellese (VC) |                     |
| Santhià F.C.                   | Santhià (VC)              |                     |

### Classifica finale
|  | Pos. | Squadra       | Pt | G  | V | N | P | GF | GS | DR |
|  | ---- | ------------- | -- | -- | - | - | - | -- | -- | -- |
|  | 1.   | Juventus C    | 24 | 14 | . | . | . | .  | .  | .  |
|  | 2.   | Alessandria C | 17 | 14 | . | . | . | .  | .  | .  |
|  | 3.   | Michelin      | 15 | 14 | . | . | . | .  | .  | .  |
|  | 4.   | Santhià       | 14 | 14 | . | . | . | .  | .  | .  |
|  | 5.   | Casale C      | 13 | 14 | . | . | . | .  | .  | .  |
|  | 6.   | Pro Asigliano | 11 | 14 | . | . | . | .  | .  | .  |
|  | 7.   | Carlin        | 10 | 14 | . | . | . | .  | .  | .  |
|  | 8.   | La Nicese     | 8  | 14 | . | . | . | .  | .  | .  |

Legenda:
      Ammesso alle finali.
Regolamento:
Due punti a vittoria, uno a pareggio, zero a sconfitta.
Pari merito in caso di pari punti se non in zona promozione/finali.

### Risultati

#### Calendario
| Andata (1ª) | Andata (1ª) | 1ª giornata           | Ritorno (8ª) | Ritorno (8ª) |
|             |             |                       |              |              |
| 2 nov.      | 7-3         | Alessandria C-Santhià | 2-2          | 4 gen.       |
| 2 nov.      | 4-1         | Carlin-Juventus C     | ?-?          | 4 gen.       |
| 2 nov.      | 1-0         | Michelin-Calase C     | ?-?          | 4 gen.       |
| 2 nov.      | ?-?         | Nicese-Pro Asigliano  | ?-?          | 4 gen.       |

| Andata (2ª) | Andata (2ª) | 2ª giornata                 | Ritorno (9ª) | Ritorno (9ª) |
|             |             |                             |              |              |
| 9 nov.      | ?-?         | Casale C-Nicese             | ?-?          | 8 gen.       |
| 9 nov.      | ?-?         | Juventus C-Michelin         | ?-?          | 8 gen.       |
| 9 nov.      | 1-1         | Pro Asigliano-Alessandria C | ?-?          | 8 gen.       |
| 9 nov.      | ?-?         | Santhià-Carlin              | ?-?          | 8 gen.       |

| Andata (3ª) | Andata (3ª) | 3ª giornata          | Ritorno (10ª) | Ritorno (10ª) |
|             |             |                      |               |               |
| 16 nov.     | 1-2         | Carlin-Alessandria C | 0-5           | 18 gen.       |
| 16 nov.     | ?-?         | ??-??                | ?-?           | 18 gen.       |
| 16 nov.     | ?-?         | ??-??                | ?-?           | 18 gen.       |
| 16 nov.     | ?-?         | ??-??                | ?-?           | 18 gen.       |

| Andata (4ª) | Andata (4ª) | 4ª giornata            | Ritorno (11ª) | Ritorno (11ª) |
|             |             |                        |               |               |
| 23 nov.     | 4-2         | Alessandria C-Michelin | 4-2           | 1 feb.        |
| 23 nov.     | ?-?         | ??-??                  | ?-?           | 1 feb.        |
| 23 nov.     | ?-?         | ??-??                  | ?-?           | 1 feb.        |
| 23 nov.     | ?-?         | ??-??                  | ?-?           | 1 feb.        |

| Andata (5ª) | Andata (5ª) | 5ª giornata          | Ritorno (12ª) | Ritorno (12ª) |
|             |             |                      |               |               |
| 30 nov.     | 12-0        | Alessandria C-Nicese | ?-?           | 8 feb.        |
| 30 nov.     | ?-?         | ??-??                | ?-?           | 8 feb.        |
| 30 nov.     | ?-?         | ??-??                | ?-?           | 8 feb.        |
| 30 nov.     | ?-?         | ??-??                | ?-?           | 8 feb.        |

| Andata (6ª) | Andata (6ª) | 6ª giornata            | Ritorno (13ª) | Ritorno (13ª) |
|             |             |                        |               |               |
| 7 dic.      | 0-2         | Alessandria C-Casale C | 0-2           | 15 feb.       |
| 7 dic.      | ?-?         | ??-??                  | ?-?           | 15 feb.       |
| 7 dic.      | ?-?         | ??-??                  | ?-?           | 15 feb.       |
| 7 dic.      | ?-?         | ??-??                  | ?-?           | 15 feb.       |

| \| Andata (7ª) \| Andata (7ª) \| 7ª giornata \| Ritorno (14ª) \| Ritorno (14ª) \| \| \| \| \| \| \| \| 14 dic. \| ?-? \| Alessandria C-Juventus C \| 2-4 \| 1 mar. \| \| 14 dic. \| ?-? \| ??-?? \| ?-? \| 1 mar. \| \| 14 dic. \| ?-? \| ??-?? \| ?-? \| 1 mar. \| \| 14 dic. \| ?-? \| ??-?? \| ?-? \| 1 mar. \| |             |                          |               |               |
| Andata (7ª) | Andata (7ª) | 7ª giornata              | Ritorno (14ª) | Ritorno (14ª) |
| |             |                          |               |               |
| 14 dic. | ?-?         | Alessandria C-Juventus C | 2-4           | 1 mar.        |
| 14 dic. | ?-?         | ??-??                    | ?-?           | 1 mar.        |
| 14 dic. | ?-?         | ??-??                    | ?-?           | 1 mar.        |
| 14 dic. | ?-?         | ??-??                    | ?-?           | 1 mar.        |

### Girone finale
|  | Pos. | Squadra      | Pt | G | V | N | P | GF | GS | DR |
|  | ---- | ------------ | -- | - | - | - | - | -- | -- | -- |
|  | 1.   | Eporediese   | 5  | 4 | 2 | 1 | 1 | 6  | 6  | 0  |
|  | 2.   | Juve Gozzano | 4  | 4 | 2 | 0 | 2 | 6  | 5  | +1 |
|  | 3.   | Michelin     | 3  | 4 | 1 | 1 | 2 | 4  | 5  | -1 |

Legenda:
      Promosso in Seconda Divisione 1931-1932.
Regolamento:
Due punti a vittoria, uno a pareggio, zero a sconfitta.
Pari merito in caso di pari punti se non in zona promozione/finali.

### Risultati

#### Calendario
| Andata (1ª) | Andata (1ª) | 1ª giornata         | Ritorno (4ª) | Ritorno (4ª) |
|             |             |                     |              |              |
| 29 mar.     | 4-1         | Michelin-Eporediese | 0-0          | 19 apr.      |

| Andata (2ª) | Andata (2ª) | 2ª giornata           | Ritorno (5ª) | Ritorno (5ª) |
|             |             |                       |              |              |
| 5 apr.      | 2-0         | Juve Gozzano-Michelin | 2-0          | 26 apr.      |

| \| Andata (3ª) \| Andata (3ª) \| 3ª giornata \| Ritorno (6ª) \| Ritorno (6ª) \| \| \| \| \| \| \| \| 12 apr. \| 2-0 \| Eporediese-Juve Gozzano \| 3-2 \| 3 mag. \| |             |                         |              |              |
| Andata (3ª) | Andata (3ª) | 3ª giornata             | Ritorno (6ª) | Ritorno (6ª) |
| |             |                         |              |              |
| 12 apr. | 2-0         | Eporediese-Juve Gozzano | 3-2          | 3 mag.       |

### Giornali
- Il Littoriale, quotidiano sportivo consultabile presso l'Emeroteca del CONI e le Biblioteche Universitarie di Pavia, Modena e Padova più la Biblioteca Nazionale Centrale di Firenze.
- Gazzetta dello Sport, anni 1930 e 1931, consultabile presso le Biblioteche:
  - Biblioteca Civica di Torino;
  - Biblioteca Nazionale Braidense di Milano,
  - Biblioteca Civica Berio di Genova,
  - Biblioteca Nazionale Centrale di Firenze,
  - Biblioteca Nazionale Centrale di Roma.
- Il Biellese, stagione 1930-1931 - consultabile online.
- La Provincia d'Aosta, stagione 1930-1931 - consultabile online.
- Il Piccolo, stagione 1930-1931 - consultabile online.

### Libri
- Annuario Italiano del Giuoco del Calcio Volume III (1929-30 e 1930-31) - compilazione a cura di Luigi Saverio Bertazzoni per conto della F.I.G.C. - Bologna, edito a Modena. Il volume è conservato presso:
  - Biblioteca Nazionale Centrale di Firenze;
  - Biblioteca Universitaria Estense di Modena.